# Zornia areolata
Zornia areolata är en ärtväxtart som beskrevs av Robert H Mohlenbrock. Zornia areolata ingår i släktet Zornia och familjen ärtväxter. Inga underarter finns listade i Catalogue of Life.